# Павло (герцог Септиманії)
Флавій Павло або Дукс Па́вло (лат. Dux Flavius Paulus, кат. Dux Flavius Paulus) — князь, пізніше король, галло-романського походження з Септиманії при вестготському королі Вамбі.
672 року герцог Павло очолив перше документально зафіксоване повстання на території сучасної Каталонії з метою її державного виокремлення. Цього року у Нарбонні він проголосив себе королем, взявши ім'я Флавій Павло. Нового короля підтримала шляхта провінцій Септиманія та сходу провінції Тарраконенсіс (тобто сучасної Каталонії, включно з Північною). Проте вже у наступному 673 році владу на території, що намагалася відколотися від королівства вестготів, повернув законний король Вамба (роки правління - 672-680). Павло намагався заховатися у місті Нім, однак 3 вересня 673 року місто було захоплене, а самого Паулюса за три дні страчено у Толедо, столиці вестготів.